# Richard Collins, Baron Collins

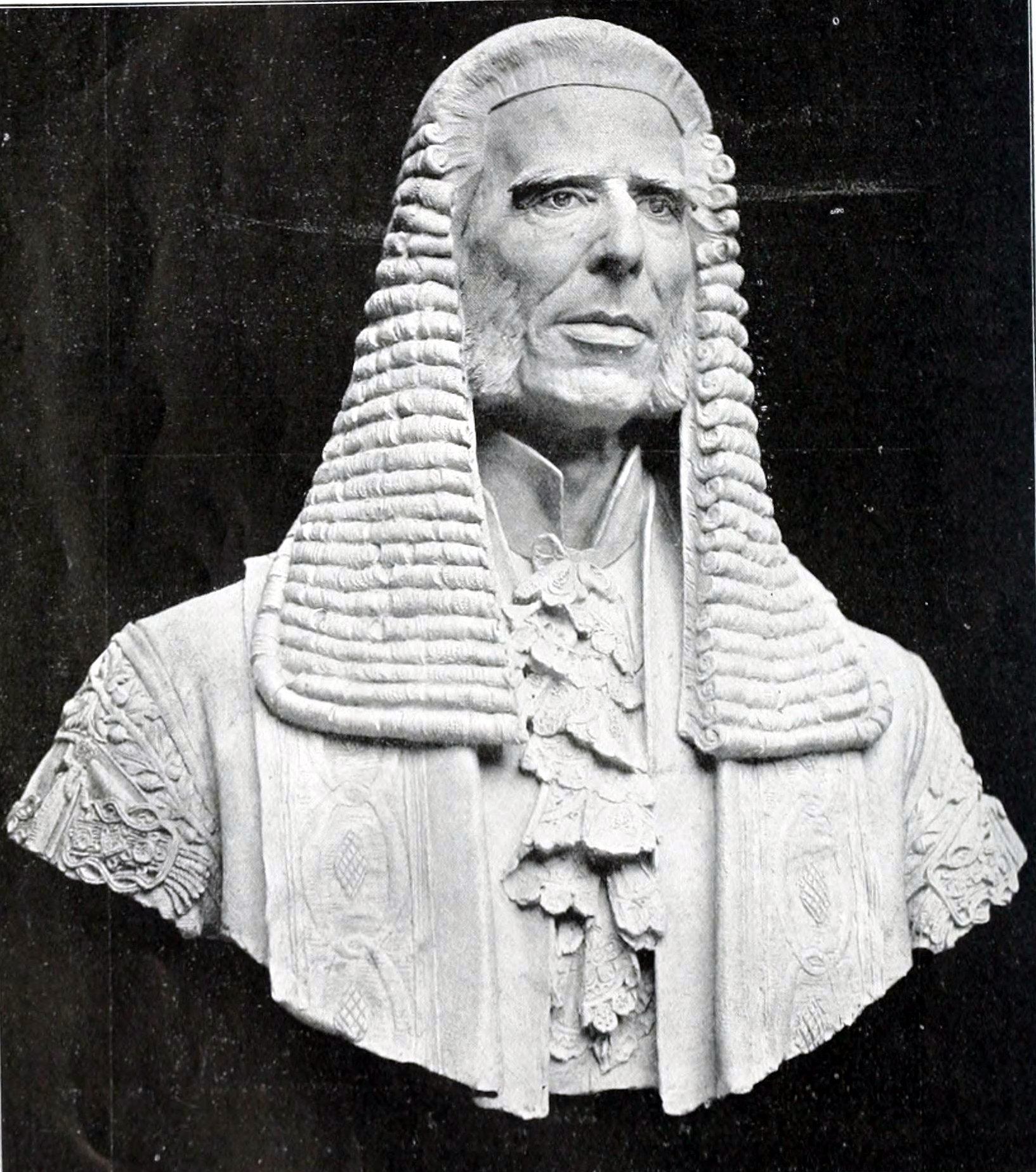
Richard Collins, Baron Collins (Büste des Bildhauers Francis Derwent Wood)

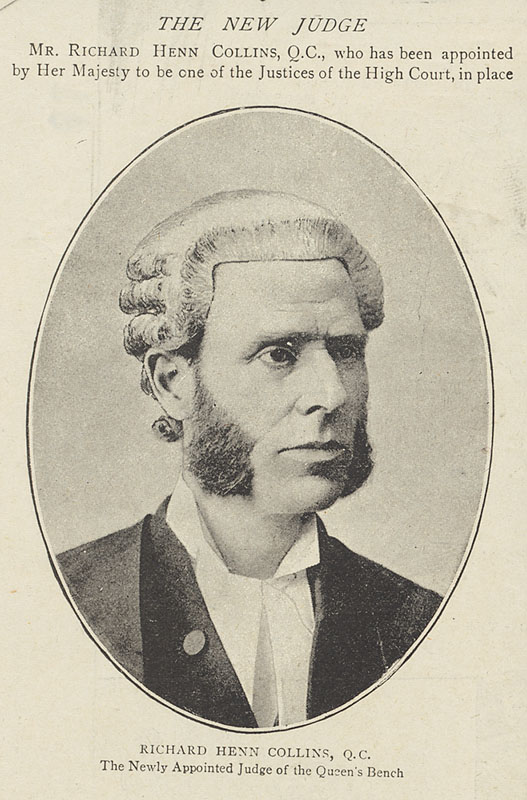
Richard Collins (1891)

Richard Henn Collins, Baron Collins PC (* 31. Januar 1842 in Dublin; † 3. Januar 1911 in Hove, East Sussex) war ein britischer Jurist, der zuletzt als Lord of Appeal in Ordinary aufgrund des Appellate Jurisdiction Act 1876 als Life Peer auch Mitglied des House of Lords war. Zuvor bekleidete er zwischen 1901 und 1907 als Master of the Rolls eines der höchsten Richterämter des englischen Rechtssystems.

## Leben

### Anwalt und High Court Justice
Collins, Sohn eines Rechtsanwalts, absolvierte nach dem Besuch von The Royal School in Dungannon ein Studium der Rechtswissenschaften am Trinity College (Dublin) sowie am Downing College der University of Cambridge. Nach seiner anwaltlichen Zulassung bei der Rechtsanwaltskammer (Inns of Court) von Middle Temple nahm er 1867 eine Tätigkeit als Barrister auf und wirkte 1880 auch als Ermittler bei Korruptionsverfahren. 1883 wurde er zum Kronanwalt (Queen’s Counsel) berufen sowie 1885 auch sogenannter „Bencher“ der Anwaltskammer von Middle Temple.
1891 wurde Collins Richter in der Kammer für Zivilsachen (Queen’s Bench Division) an dem für England und Wales zuständigen  High Court of Justice und bekleidete dieses Richteramt bis 1897. Zugleich wurde er 1891 zum Knight Bachelor geschlagen und führte seither den Namenszusatz „Sir“.  Während dieser Zeit gehörte er 1892 zu einer Schiedskommission, die sich mit dem aus einem Gebietsanspruch resultierenden Grenzstreit zwischen Großbritannien als Kolonialmacht von Britisch-Guayana und Venezuela befasste. Des Weiteren war er von 1892 bis 1897 Vorsitzender der Eisenbahnkommission.

### Master of the Rolls
Nach Beendigung seiner Richtertätigkeit am High Court of Justice erfolgte 1897 seine Berufung zum Richter (Lord Justice of Appeal) am Court of Appeal, dem für England und Wales zuständigen Appellationsgericht, an dem er bis 1901 tätig war. Daneben wurde er 1897 auch zum Privy Councillor ernannt. Weiterhin war er 1901 einige Zeit Vorsitzender des Kriegsfondskomitees. 
1901 wurde er als Nachfolger von Archibald Levin Smith Master of the Rolls und damit Vorsitzender der Kammer für Zivilsachen am Court of Appeal. In diesem hohen Richteramt verblieb er bis 1907 und war zeitgleich zwischen 1901 und 1907 auch Vorsitzender der Kommission für historische Handschriften (Historical Manuscripts Commission), aus der das heutige Nationalarchiv hervorging.
Zusätzlich war er 1904 Vorsitzender einer Kommission, die den Fall Adolph Beck untersuchte. Der Geschäftsmann war das Opfer eines bekannten Justizirrtums. Beck verbrachte aufgrund falscher Zeugenaussagen und mangelhafter Identifizierungsmethoden zwischen 1896 und 1904 mehrere Jahre für vom Trickbetrüger Wilhelm Meyer alias John Smith begangene Straftaten im Gefängnis.

### Lordrichter und Oberhausmitglied
Zuletzt wurde Collins, der 1905 auch Schatzmeister der Anwaltskammer von Middle Temple war, durch ein Letters Patent vom 6. März 1907 gemäß dem Appellate Jurisdiction Act 1876 als Life Peer mit dem Titel Baron Collins, of Kensington in the County of London, zum Mitglied des House of Lords in den Adelsstand berufen und wirkte bis 1910 als Lordrichter (Lord of Appeal in Ordinary).
Während seiner Amtszeit als Lordrichter wirkte er unter anderem am Urteil zum Verfahren Sumpter v Hedges (1898) mit. In diesem Verfahren aus dem Vertragsrecht (Contract Law) ging es um die wesentliche Erfüllung von Verträgen sowie die Entschädigung wegen ungerechtfertigter Bereicherung.
Lord Collins war Vater von fünf Kindern. Sein zweiter Sohn Sir Stephen Ogle Henn Collins war ebenfalls Richter am High Court of Justice.